# Nkhotakota (distrikt)
Nkhotakota är ett av Malawis 28 distrikt och ligger i Central Region. Huvudort är Nkhotakota.